# François Dominique Lesné
François Dominique Lesné (* 1722; † 1800) war ein französischer Chirurg, maître en chirurgie  und Mitglied der Société de Médecine de Paris, welche im Jahre 1796 gegründet worden war.

## Leben und Wirken
Der französische Chirurg und Anatom Jean-Louis Petit arbeitete zwölf Jahre an einem Werk Traité des maladies chirurgicales et des opérations qui leur conviennent über chirurgische Erkrankungen, welches jedoch erst 1790 durch François Dominique Lesné fertiggestellt und veröffentlicht wurde.
Als Denis Diderot am Samstag, dem 31. Juli 1784, beim Mittagessen starb, führte Lesné am Folgetage die Obduktion durch. Er fand eine vergrößerte Leber, ein vergrößertes Herz und ein linksseitiger Pleuraerguss, außerdem ausgeprägte Ödeme.